# Mortal Way of Live
Mortal Way of Live – pierwszy album koncertowy niemieckiego thrashmetalowego zespołu Sodom, wydany w 1988.
Nagrań dokonano między kwietniem a majem 1988, podczas koncertów będących częścią trasy "Sodomania Tour".
Oryginalna okładka przedstawaiająca malarską wizję orgii w murach starożytnego, upadającego miasta, została ocenzurowana. Stworzył ją Sebastian Krüger, autor m.in. obrazu na okładce minialbumu Mad Butcher zespołu Destruction z 1987. Projekt Krügera zastąpiono na wydaniach CD minimalistyczną czarną okładką z białym kółkiem pośrodku, gdzie znalazło się miejsce na logo zespołu, tytuł płyty i informację o dołączeniu dodatkowego utworu Conjuration. Oryginalna okładka widnieje na odwrocie.
Płyta zawiera utwory z obu wcześniejszych albumów studyjnych Sodom, Obsessed by Cruelty (1986) i z europejskiego wydania Persecution Mania (1987), a także kompozycję Blasphemer z minialbumu In the Sign of Evil z 1985. 
Recenzent Eduardo Rivadavia z serwisu AllMusic zwraca uwagę na "nieprawdopodobne zapasy energii" bijące z koncertowych nagrań, "energii maniakalnej i ledwo kontrolowanego chaosu ekstremalnego metalu z lat osiemdziesiątych".

## Lista utworów[4]
1. Persecution Mania – 4:45
2. Outbreak of Evil – 3:46
3. Conqueror – 3:00
4. Iron Fist (cover Motörhead) – 2:56
5. Obsessed by Cruelty – 8:54
6. Nuclear Winter – 5:54
7. Electrocution – 3:06
8. Blasphemer – 6:00
9. Enchanted Land – 4:15
10. Sodomy and Lust – 5:02
11. Christ Passion – 6:24
12. Bombenhagel – 6:40
13. My Atonement – 5:57
14. Conjuration – 5:26

## Twórcy
- Tom Angelripper – wokal, gitara basowa
- Frank Blackfire – gitara
- Chris Witchhunter – perkusja